# Zlatko Zei
Zlatko Zei, slovenski slikar, * 7. junij 1908, Trst, † 11. junij 1982, Izola.

## Življenje in delo
Zlatko Zei, brat biologa Miroslava, oče novinarja  Zlatka, rojen v Trstu, umrl v Izoli, pokopan v Mariboru je začel gimnazijo v Trstu (1918/19), nadaljeval v Mariboru (1919–23), kamor se je družina preselila zaradi italijanskih političnih pritiskov na Slovevence, nato obiskoval učiteljišče (1923–27) in 1928 maturiral. Slikarstva se je učil v zasebni šoli Antona Gvajca (1923–32), pri materinem bratu Viktorju Cotiču (1927–29), Janezu Mežanu (1928–29) in Karlu Jiraku (1937–38) v Mariboru. Po 1950 je ob delu študiral likovno vzgojo na Višji pedagoški šoli v Ljubljani in 1954 diplomiral. Bil je učitelj risanja: od 1928 na deški meščanski šoli v Murski Soboti, od 1930 na osnovni šoli v Vidmu pri Ptuju, od 1934 na meščanski šoli v Rušah in 1937–41 na meščanski deški šoli v Mariboru. Po kapitulaciji Jugoslavije je na Ptuju prišel v nemško ujetništvo, a pobegnil v Ljubljano, novembra 1941 s ponarejenimi dokumenti odšel k izseljeni družini v Srbijo in skoraj vso vojno preživel v okraju Užice. Leta 1944 se je z družino pridružil partizanom in delal v agitpropu užiškega okrožja, od januarja 1945 v propagandnem slikarskem oddelku v Beogradu, od aprila v agitpropu v Murski Soboti in Mariboru. Od septembra 1945 je učil risanje na I. mariborski gimnaziji (hkrati še na nekaterih osnovnih šolah), vmes bil 1950–52 tehniški vodja SNG Maribor in leta 1964 upokojen. Udeležil se je slikarskih kolonij Ravne na Koroškem (1975 in 1978) in Ptuj-Borl (1976). Bil je član: likovnega društva Brazda, mariborskega pododbora Društva slovenskih likovnih umetnikov (tajnik 1963–73), tehniški vodja Razstavnega salona Rotovž (1971–76) idr. Prejel je dve odlikovanji: red zaslug za narod s srebrno zvezdo (1972); red dela z zlatim vencem (1979).
V akvarelih, gvaših, oljih, risbah (svinčnik, kreda, oglje) in skicah je najpogostejši motiv krajina: Jesen, Skale (1938), Megla na Krasu (1977) idr. V zadnjem desetletju je uporabljal zlasti metamorfoze detajlov kraških tal (Skalnato vejevje, 1973), morskih čeri (Čeri, 1976) in gorskih skal. Označujejo ga kot risarja in akvarelista krajinskega razpoloženja. Slikarstvu se ni utegnil dovolj in neprekinjeno posvečati, zato je njegov opus sorazmerno skromen. Slike izpričujejo, da sta mu Viktor Cotič in Anton Gvajc (oba »begunca« iz  Primorske) posredovala izročilo slovenskega postimpresionizma in secesije.